# James Baskett
James Baskett (16 de febrero de 1904-9 de julio de 1948) fue un actor estadounidense afrodescendiente conocido principalmente por su interpretación de Tío Remus en la película de 1946 de la Disney Song of the South (Canción del sur), por la cual recibió un Oscar Honorífico, siendo por ello el primer actor afrodescendiente en recibir un Oscar.

## Trayectoria
Tras abandonar sus estudios de farmacología por motivos económicos, Baskett decidió dedicarse a la actuación, trasladándose desde su casa en Indianápolis, Indiana, a Nueva York, uniéndose a la compañía de Bill Robinson, más conocido como Mr. Bojangles. Con el nombre de Jimmie Baskette apareció en Broadway junto a Louis Armstrong en la revista musical Hot Chocolates (1929), toda ella interpretada por actores negros. También se anunció la obra Hummin' Sam en 1933, aunque finalmente no se estrenó. 
También actuó en varias películas con actores negros filmadas en el área de Nueva York, incluyendo Harlem Is Heaven (1932), protagonizada por Bill Robinson. Fue a Los Ángeles, California, y tuvo un papel en Straight to Heaven (1939), junto a Nina Mae McKinney, así como pequeñas intervenciones sin aparecer en los créditos en las películas Revenge of the Zombies (1943) y The Heavenly Body (Mundo celestial) (1944). Fue invitado por Freeman Gosden a unirse al reparto de la serie radiofónica Amos 'n' Andy, en el papel del jurista Gabby Gibson, a quien interpretó de 1944 a 1948. 
En 1945, hizo una prueba para dar voz a uno de los animales de la nueva película de la Disney Song of the South, basada en las historias del Tío Remus escritas por Joel Chandler Harris. A Walt Disney le impresionó tanto el talento de Baskett, que lo contrató para el papel principal del Tío Remus. Baskett fue tan apreciado por Disney que éste le dio también la voz del personaje Brer Fox, en la misma película e, incluso, en una secuencia interpretó a otro de los personajes protagonistas, Brer Rabbit. 
No pudo acudir al estreno de la película en Atlanta, Georgia, ya que dicha ciudad estaba segregada racialmente en esa época.

### Galardonación y posterior fallecimiento
En marzo de 1948 Baskett recibió un Premio Oscar por su papel de Tío Remus. Falleció unos meses más tarde a causa de una enfermedad cardiaca.
Está enterrado en el cementerio Crown Hill de Indianápolis, Indiana.

## Premios y distinciones
Premios Óscar
| Año  | Categoría                               | Película        | Resultado |
| ---- | --------------------------------------- | --------------- | --------- |
| 1948 | Óscar honorífico por su caracterización | Canción del sur | Ganador   |